# Anime News Network
Anime News Network (zkráceně ANN) je zpravodajský web zabývající se anime průmyslem, který informuje o novinkách ze světa anime, mangy, videoher, japonské populární hudby a dalších souvisejících tématech v rámci Severní Ameriky, Austrálie, jihovýchodní Asie a Japonska. Na webové stránce jsou dostupné recenze a další redakční obsah, fórum, kde mohou čtenáři diskutovat o probíhajících problémech a událostech, a encyklopedie, jež obsahuje velký počet anime a mang s informacemi o jejich tvůrcích, produkčním štábu (japonském nebo anglickém), hercích, společnostech a hudebních znělkách. V encyklopedii se nachází také příběhy a synopse děl a uživatelská hodnocení.
Webovou stránku založil v červenci 1998 Justin Sevakis. Anime News Network provozuje svůj zpravodajský web pro své publikum v různých verzích v pěti regionech: Kanada a Spojené státy, Austrálie a Nový Zéland jihovýchodní Asie, Francie a svět.

## Historie
Webovou stránku založil v červenci 1998 Justin Sevakis. V roce 2000 se generální ředitel Christopher Macdonald přidal k redakčnímu týmu a nahradil tak bývalého šéfredaktora Isaaca Alexandera. Dne 30. června 2002 spustilo Anime News Network vlastní encyklopedii, resp. databázi anime a mang, která navíc obsahuje informace o produkčním štábu, hercích a společnostech, jež se podílely na výrobě nebo lokalizaci těchto titulů.
Dne 7. září 2004 vyhlásil internetový časopis Science Fiction Weekly Anime News Network webovou stránkou týdne.
Od roku 2005 do 2008 vydávalo časopis Protoculture Addicts. V lednu 2007 spustilo ANN pro australské publikum samostatnou verzi webu.
Dne 1. listopadu 2022 oznámila společnost Kadokawa Corporation dohodu o převzetí většiny mediálních aktivit stránek Anime News Network prostřednictvím své nové dceřiné firmy Kadokawa World Entertainment. Prezident stránek Christopher Macdonald byl jmenován na pozici vydavatele Kadokawa World Entertainment. Macdonald a Bandai Namco Filmworks si v nové firmě ponechali menšinové podíly.